# 649792 Sergejbondar
649792 Sergejbondar este o planetă minoră (asteroid) din centura de asteroizi. A fost descoperită pe 19 septembrie 2011 la  de . 
Obiectul prezintă o orbită caracterizată de o semiaxă mare de 3,1739500787701 UAi, o excentricitate de 0,23822680598891, o înclinație de 7,6930914986904 ° în raport cu ecliptica.